# Forchheim, Baden-Württemberg
Forchheim är en kommun och ort i Landkreis Emmendingen i regionen Südlicher Oberrhein i Regierungsbezirk Freiburg i förbundslandet Baden-Württemberg i Tyskland.
Kommunen ingår i kommunalförbundet Nördlicher Kaiserstuhl tillsammans med staden Endingen am Kaiserstuhl och kommunerna Bahlingen am Kaiserstuhl, Riegel am Kaiserstuhl, Sasbach am Kaiserstuhl och Wyhl am Kaiserstuhl.